# MTV Unplugged In New York
MTV Unplugged In New York er et akustisk livealbum af gruppen Nirvana.
Albummet er optaget den 18. november 1993 i Sony Music Studios i New York i forbindelse med TV-kanalen MTV's udsendelser af akustiske (på engelsk "unplugged") koncerter. Optagelsen blev udsendt af MTV første gang den 14. december 1993.  Det er efter Kurt Cobains død blevet anerkendt som en af verdens bedste liveudgivelser på trods af de mange covernumre.

## DVD udgivelsen
MTV Unplugged In New York blev udgivet på DVD mandag den 19. november 2007.

## Nummerliste
1. "About a Girl" – 3:37
2. "Come as You Are" – 4:13
3. "Jesus Doesn't Want Me for a Sunbeam" (The Vaselines cover) – 4:37
4. "The Man Who Sold the World(David Bowie cover) – 4:20
5. "Pennyroyal Tea" – 3:40
6. "Dumb" – 2:52
7. "Polly" – 3:16
8. "On a Plain" – 3:44
9. "Something in the Way" – 4:01
10. "Plateau"(Meat Puppets cover) – 3:37
11. "Oh Me"(Meat Puppets cover) – 3:26
12. "Lake of Fire"(Meat Puppets cover) – 2:56
13. "All Apologies" – 4:23
14. "Where Did You Sleep Last Night?"(Leadbelly cover) – 5:08